# Théorie métrique de la gravitation
Pour les articles homonymes, voir métrique.
Une théorie métrique de la gravitation, est une théorie relativiste, qui interprète la gravitation comme une manifestation de la courbure (quantifiée par la métrique du référentiel de l'observateur) de l'espace-temps. Son approximation aux champs faibles est la gravitation newtonienne, et elle est compatible avec l'espace de Minkowski de la relativité restreinte comme cas particulier où la gravitation est absente.
La gravitation newtonienne n'est pas une théorie métrique mais le théorie scalaire dont l'équation du champ de gravitation est l'équation de Poisson.

## Définition
À la suite d'un article de Kip S. Thorne, David L. Lee et Alan P. Lightman paru en juin 1973, une théorie métrique est définie par les trois postulats suivants qu'elle vérifie, :
- l'espace-temps peut être décrit par une variété munie d'une métrique lorentzienne[Quoi ?] ;
- les lignes d'univers des particules d'épreuve en chute libre sont les géodésiques de cette variété ;
- le principe d'équivalence d'Einstein s'applique.

Ainsi, les théories métriques se distinguent les unes des autres par leur équation du champ de gravitation,.

## Exemples
La relativité générale est la plus simple des théories métriques,, et celle dont l'équation du champ de gravitation est l'équation d'Einstein. La théorie de Brans et Dicke est un autre exemple de théorie métrique,. D'un point de vue historique, la première des théories métriques est la celle de Nordström, Einstein et Fokker (NEF) qui consiste en une reformulation (1914), par Albert Einstein et Adriaan Fokker, de la seconde théorie scalaire de la gravitation (1913) de Gunnar Nordström. Une sous-classe de théories métriques est formée des théories PPN (théories à paramètres post-newtoniens).
Il semble que seule la relativité générale respecte en plus le principe d'équivalence « fort ». Aucun test expérimental ou d'observation, notamment sur le principe d'équivalence, n'a pu prendre à défaut la relativité générale.